# Rory McKeown
Rory McKeown (Belfast, 8 aprile 1993) è un calciatore nordirlandese, difensore del Geelong.

## Caratteristiche tecniche
Difensore centrale, può giocare anche da terzino sinistro.

## Palmarès

### Club

#### Competizioni nazionali
- Coppa di Lega scozzese: 1

Kilmarnock: 2011-2012